# روزنگار سیاه
روزنگار سیاه (انگلیسی: Black Journal) یک فیلم کمدی سیاه ایتالیایی است که در سال ۱۹۷۷ منتشر شد.

## گزیدهٔ بازیگران
- شلی وینترز
- رجینا بیانکی
- ماکس فون سیدو
- رناتو پوتستو
- آلبرتو لیونلو
- آدریانا آستی
- ریتا تاشینگهم
- میلنا ووکوتیک
- ماریو اسکاچا
- لیو بوزیزیو
- ماریا مونتی
- لائورا آنتونلی
- جانکارلو بادسی
- فرانکو بالدوچی